# Bölgesel Amatör Lig
De Bölgesel Amatör Lig is de vijfde klasse uit de Turkse voetbalpiramide.

## Competitieformule
De competitie bestaat uit een aantal regionale voetbalcompetities die deel uitmaken van het vijfde niveau van het Turks voetbalsysteem. De huidige naam is naar aanleiding van een sponsorcontract Spor Toto Bölgesel Amatör Lig. Het niveau bestaat uit elf groepen van doorgaans 14 clubs verspreid over Turkije. De elf groepswinnaars spelen ieder op neutraal terrein een wedstrijd tegen een andere groepswinnaar. De eerste ronde koppelt via een loting acht clubs tegen elkaar die een wedstrijd op neutraal terrein afwerken. De winnaars promoveren direct naar de TFF 3. Lig. In de tweede ronde spelen de in de eerste ronde uitgelote drie teams en de drie verliezers van de eerste ronde op neutraal terrein een wedstrijd voor promotie. In de derde ronde spelen de overgebleven vier clubs in een allesbeslissende wedstrijd op neutraal grond voor de laatste twee promotieplekken. Elk seizoen promoveren in totaal 9 teams naar de TFF 3. Lig. De onderste twee teams van elke groep degraderen naar de lokale Amatör Futbol Ligleri. Verder worden er ook play-out wedstrijden georganiseerd tussen clubs uit dezelfde provincie, zodat iedere provincie vertegenwoordigd is van minimaal een team uit de provincie.
Süper Lig · TFF 1. Lig · TFF 2. Lig · TFF 3. Lig · Bölgesel Amatör Lig · Beker · Supercup

Turkse voetbalbond · Nationaal elftal